# امیل هوسو
امیل هوسو (رومانیایی: Emil Hossu؛ ‏ تلفظ رومانیایی: [eˈmil ˈhosu]؛ ‏ ۲۴ نوامبر ۱۹۴۱ – ۲۵ ژانویهٔ ۲۰۱۲) بازیگر اهل رومانی بود.
از فیلم‌ها یا برنامه‌های تلویزیونی که وی در آن نقش داشته‌است می‌توان به حادثه، بلوط و راز باخوس اشاره کرد.